# J. Bernlef
J. Bernlef, seudónimo de Hendrik Jan Marsman (Sint Pancras, Países Bajos, 14 de enero de 1937 - Ámsterdam, Países Bajos,), fue un escritor, letrista, novelista y traductor neerlandés.

## Biografía
Marsman nació en Sint Pancras. Hizo su debut literario con Kokkels en 1960. Se dio a conocer a un público más amplio con su novela Hersenschimmen de 1984, donde trató el tema de la demencia. El libro fue base para una película en 1987, y una obra de teatro en 2006. En 1994 se le concedió el P.C. Hooftprijs (Premio P.C. Hooft), la distinción literaria más prestigiosa del ámbito lingüístico neerlandés.
Bernlef también escribió bajo los seudónimos Ronnie Appelman, J. Grauw, Cas den Haan, S. den Haan, y Cas de Vries. Murió en Ámsterdam a los 75 años.

## Premios
- 1959: El premio Reina Prinsen Geerligs por Kokkels.
- 1962: El premio de poesía del Ayuntamiento de Ámsterdam por Morene.
- 1964: El premio Lucy B. en C.W. van der Hoogt por Dit verheugd verval.
- 1964: El premio de poesía del Ayuntamiento de Ámsterdam por Een dode hagedis.
- 1977: El Vijverbergprijs por De man in het midden.
- 1984: El premio Constantijn Huygens.
- 1987: El AKO Literatuurprijs por Publiek geheim (traducido al francés y al inglés).
- 1989: El Diepzee-prijs por Hersenschimmen (traducido al alemán, checo, chino, danés, eslovaco, español,[3] francés, hebreo, húngaro, inglés, italiano, japonés, noruego, polaco, portugués, rumano, sueco y al turco).
- 1994: El P.C. Hooftprijs (Premio P.C. Hooft), por sus obras completas.